# Gauliga Württemberg 1939/40
De Gauliga Württemberg 1939/40 was het zevende voetbalkampioenschap van de Gauliga Württemberg, officieel nu Sportbereichsklasse Württemberg. Na de eerste speeldag in september brak de Tweede Wereldoorlog uit en werd de competitie opgedeeld in regionale groepen. De competitie hervatte pas op 26 november. SpVgg Canstatt en SpVgg Feurbach, die vorig jaar degradeerden werden heropgevist. 
Stuttgarter Kickers werd kampioen en plaatste zich voor de eindronde om de Duitse landstitel, waar de club in de groepsfase uitgeschakeld werd.

## Eindstand

### Groep 1
| Plaats | Club                 | Wed. | W | G | V | Saldo | Ptn.  |
| ------ | -------------------- | ---- | - | - | - | ----- | ----- |
| 1.     | VfB Stuttgart        | 10   | 9 | 1 | 0 | 43:12 | 19:10 |
| 2.     | Stuttgarter SC       | 10   | 6 | 1 | 3 | 28:22 | 13:70 |
| 3.     | SpVgg 1898 Feuerbach | 10   | 5 | 1 | 4 | 20:19 | 11:90 |
| 4.     | SSV Ulm              | 10   | 4 | 0 | 6 | 23:20 | 08:12 |
| 5.     | VfR Aalen            | 10   | 2 | 2 | 6 | 16:33 | 06:14 |
| 6.     | FV Zuffenhausen      | 10   | 1 | 1 | 8 | 16:44 | 03:17 |

|  | Geplaatst voor finaleronde  |
|  | Degradatie naar Bezirksliga |

### Groep 2
| Plaats | Club                   | Wed. | W | G | V | Saldo | Ptn.  |
| ------ | ---------------------- | ---- | - | - | - | ----- | ----- |
| 1.     | Stuttgarter Kickers    | 10   | 9 | 0 | 1 | 47:80 | 18:20 |
| 2.     | Sportfreunde Stuttgart | 10   | 9 | 0 | 1 | 46:15 | 18:20 |
| 3.     | FV Union 08 Böckingen  | 10   | 4 | 0 | 6 | 28:34 | 08:12 |
| 4.     | TSG Ulm 1846           | 10   | 3 | 1 | 6 | 15:23 | 07:13 |
| 5.     | SpVgg Cannstatt        | 10   | 3 | 1 | 6 | 19:42 | 07:13 |
| 6.     | VfL Sindelfingen       | 10   | 1 | 0 | 9 | 25:58 | 02:18 |

### Finale
| Plaats | Club                   | Wed. | W | G | V | Saldo | Ptn. |
| ------ | ---------------------- | ---- | - | - | - | ----- | ---- |
| 1.     | Stuttgarter Kickers    | 6    | 5 | 0 | 1 | 27:9  | 10:2 |
| 2.     | Sportfreunde Stuttgart | 6    | 4 | 1 | 1 | 18:12 | 9:3  |
| 3.     | VfB Stuttgart          | 6    | 2 | 0 | 4 | 10:17 | 4:8  |
| 4.     | Stuttgarter SC         | 6    | 0 | 1 | 5 | 7:24  | 1:11 |

|  | Kampioen, geplaatst voor nationale eindronde |

## Promotie-eindronde

### Groep I
| Plaats | Club                 | Wed. | Saldo | Ptn. |
| ------ | -------------------- | ---- | ----- | ---- |
| 1.     | SpVgg Untertürkheim  | 4    | 13:9  | 6:2  |
| 2.     | SpVgg Ludwigsburg 07 | 4    | 9:7   | 4:4  |
| 3.     | SV Spaichingen       | 4    | 10:16 | 2:6  |

|  | Promotie naar Gauliga Württemberg 1940/41 |

### Groep II
| Plaats | Club                   | Wed. | Saldo | Ptn. |
| ------ | ---------------------- | ---- | ----- | ---- |
| 1.     | Sportfreunde Esslingen | 4    | 12:5  | 7:1  |
| 2.     | Eintracht Neu-Ulm      | 4    | 8:9   | 5:3  |
| 3.     | 1. FC Eislingen        | 4    | 4:10  | 0:8  |